# The Dalai Lama at Harvard (könyv)
A The Dalai Lama at Harvard (magyarul: A dalai láma a Harvardon) című könyv a 14. dalai láma, Tendzin Gyaco angliai előadása alapján készült. 1981. augusztusában a dalai láma előadássorozatot tartott az angliai Harvard Egyetemen, amelynek fő szervezője lényegében Robert Thurman volt. Az öt napon át tartó - délelőtt és délután egyenként mintegy két órás - előadások témája a buddhista elmélet és gyakorlat általános bemutatása volt. A négy nemes igazság tematikáját követve a magas rangú tibeti láma jellemezte az érző lények szenvedéssel teli létforgatagának (szamszára) csapdáját, amelyet a nem üdvös cselekedetek tartanak fenn abból fakadóan, hogy az egyén tévesen értelmezi a személyek és a jelenségek valós természetét. A szenvedés (dukkha) lényegi okaként megnevezett nemtudás jellemzése után a dalai láma részletekbe menően elmagyarázta a szenvedés megszüntetéséhez vezető utat.
Az 1988-ban megjelent könyvnek magyar nyelvű kiadása nem jelent meg.